# Bryophila gea
Bryophila gea is een vlinder uit de familie uilen (Noctuidae). De wetenschappelijke naam is voor het eerst geldig gepubliceerd in 1934 door Schawerda.
De soort komt voor in Europa.